# ホーホシュタット・アム・マイン
ホーホシュタット・アム・マイン（ドイツ語: Hochstadt am Main、公的には Hochstadt a.Main）は、ドイツ バイエルン州のオーバーフランケン行政管区 リヒテンフェルス郡に属する町村（以下、本項では便宜上「町」と記述する）で、マルクトツォイルンに本部を置くホーホシュタット＝マルクトツォイルン行政共同体を形成する。

## 地理
この自治体の最も高い丘は、標高457mのオイレンベルクである。

### 自治体の構成
この町は、公式には9つの地区 (Ort) からなる。このうち小集落や孤立農場などを除く集落を以下に列記する。
- アンガー
- ブルクシュタル
- ホーホシュタット・アム・マイン
- オーベルスドルフ
- ロイト
- テリッツ
- ヴォルフスロー

## 歴史
この村が最初に文献に登場するのは、1182年のことである。

## 行政

### 議会
議会は、首長を含めて13議席である。

### 紋章
青地に金色の台付きの杯とそこから金色の修道院長の杖が見える。その上部には三連アーチの銀の橋が架かっている。

## 経済と社会基盤

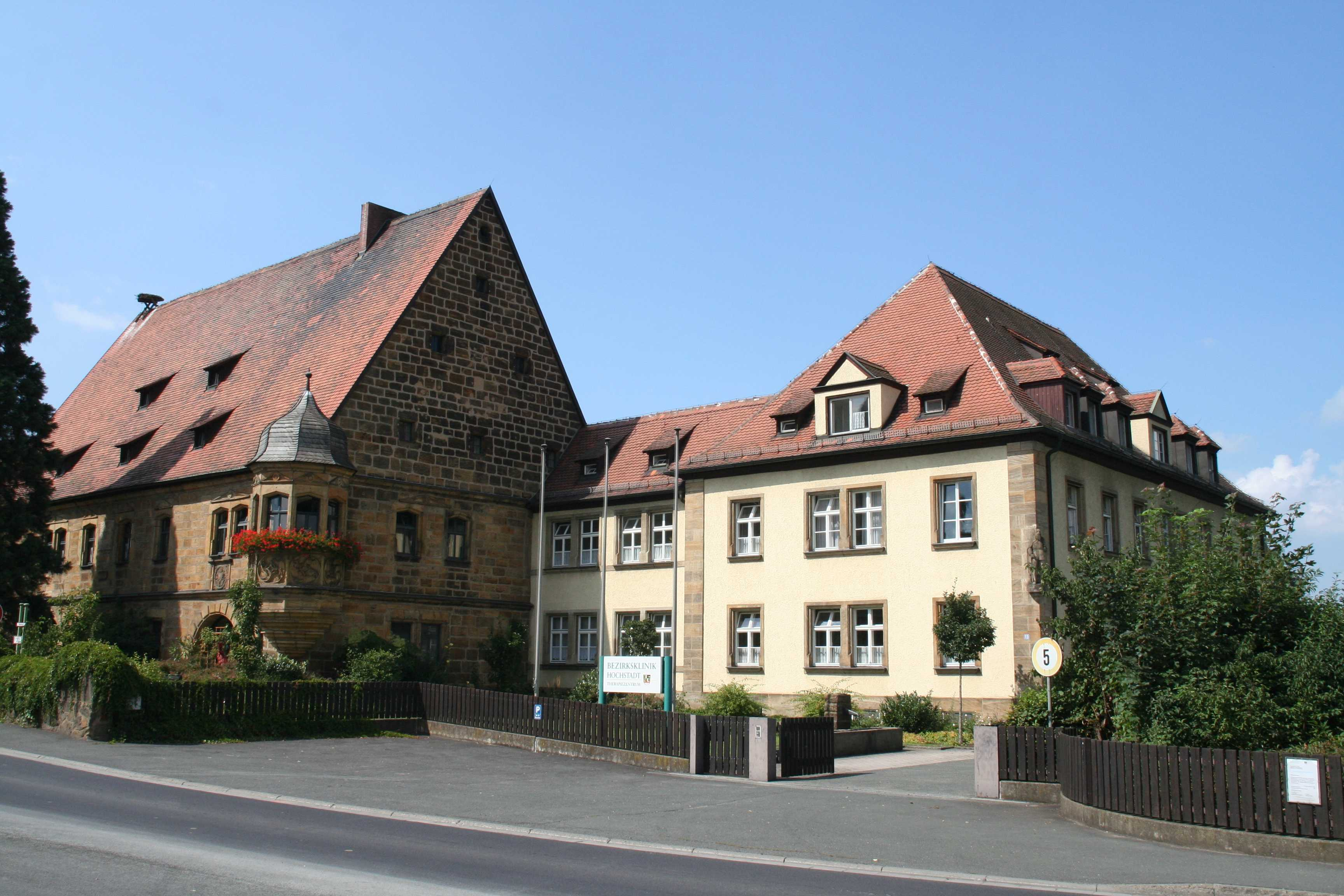
公立病院

### 交通
ホーホシュタット・アム・マインは、直に連邦道路B173とB289沿いに位置している。

## その他
ラインラント＝プファルツ州にも同名のホーホシュタットという町がある。

## 引用
1. ↑  https://www.statistikdaten.bayern.de/genesis/online?operation=result&code=12411-003r&leerzeilen=false&language=de Genesis-Online-Datenbank des Bayerischen Landesamtes für Statistik Tabelle 12411-003r Fortschreibung des Bevölkerungsstandes: Gemeinden, Stichtag (Einwohnerzahlen auf Grundlage des Zensus 2011)
2. ↑  Bayerische Landesbibliothek Online